# 兰溪州
兰溪州，元朝时设置的州。
元贞元年（1295年）升兰溪县為兰溪州，治所在今浙江省兰溪市兰江街道。属婺州路。明朝洪武三年（1370年）复降为兰溪县。